# Pulau Tiong Kecil
Pulau Tiong Kecil ist eine zu Malaysia gehörende Insel in der Sulusee und liegt im nördlichen Teil der Sandakan-Bucht.

## Beschreibung
Die etwa ein Hektar große Insel erstreckt sich über eine Länge von 100 Metern und ist bis zu 80 Meter breit. Die Insel ist komplett bewaldet und unbewohnt. 